# جيف بريدجز
جيف بريدجز (بالإنجليزية: Jeff Bridges)‏ (مواليد 4 ديسمبر 1949) هو ممثل ومغني ومنتج أمريكي. نشأ في أسرة فنية بالكامل، وبدأ بالعمل في التلفزيون منذ طفولته مع والِده في سنة 1958. ظهر في عدة أفلام منها الملك الصياد وليباوسكي الكبير وقلب مجنون وعزم حقيقي وترون: الإرث. في حفل توزيع جوائز الغولدن غلوب السادس والسبعين تلقّى جيف بريدجز جائزة سيسيل بي دوميل الفخريّة تكريمًا لمسيرته السينمائيّة.

## نشأته
وُلدَ جيفري ليون بريدجز في 4 ديسمبر 1949 في لوس أنجلوس بولاية كاليفورنيا. وهو ابن الممثل لويد بريدجز (1913-1998) والممثلة والكاتبة دورثي بريدجز (مواليد سيمبسون 1915-2009). أخوه الأكبر بو بريدجز ممثل أيضًا. لديه أخت شابة تُدعى لوسيندا، وأخ آخر يُدعى غاريت، تُوفى الأخير بمتلازمة موت الرضيع الفجائي في عام 1948. كان جده لأمه مُهاجرًا من ليفربول في إنجلترا.
ترعرع بريدجز وأشقاؤه في تلال هولمبي في لوس أنجلوس. كان مقرّبًا جدًا من شقيقه بو، الذي حلّ محل الأب بالنسبة لأخوته عندما كان الوالد مشغولًا في العمل. تخرج من المدرسة الثانوية الجامعية في عام 1967. في عمر 17، قام بجولة مع والده أثناء مرحلة إنتاج فيلم أنفرسري والتز، ثم انتقل إلى نيويورك حيث درس التمثيل في استوديو هربرت بيرغهوف. خدم أيضًا في محمية خفر السواحل في الولايات المتحدة كوكيل ربان السفينة في الفترة بين عامي 1967-1975 في سان لويس أوبيسبو، كاليفورنيا، لينهي خدمته بصفته ضابط صف من الدرجة الثانية. 

## المهنة

### فيلم
ظهر بريدجز لأول مرة على الشاشة تقريبًا بعمر السنتين في فيلم ذا كومباني شي كيبز في عام 1951. ظهر في شبابه مع شقيقه بو في عدة مناسبات في عرض والدهم سي هانت (1958-1961) وسلسلة المختارات الأدبية على قناة سي بي إس، ومنهم برنامج لويد بريدجز (1962-1963). في عام 1969، لَعِبَ دور كال باركر، وهو عضو في فريق هيئة التوظيف، في السلسلة التلفزيونية لاسي في حلقة «قصة نجاح». في عام 1971، لَعِبَ الدور الرئيس في الفيلم التلفزيوني الذي يُدعى إن سيرش أوف أميركا بشخصية مايك. قدّم دوره الرئيس الأول في عام 1971 في فيلم آخر عرض صور، الذي رُشِحَ من خلاله لجائزة الأكاديمية لأفضل ممثل مساعد. شارك عام 1972 في بطولة فيلم الملاكمة فات سيتي، من إخراج جون هيوستون، الذي لاقى استحسان النقّاد. في عام 1973، لعِبَ دور جاكسون الابن في فيلم ذا لاست أميركان هيرو المبني على القصة الحقيقية للسائق في اتّحاد الألعاب الرياضية (ناسكار) جونيور جونسون. رُشِحَ مرة أخرى لأفضل ممثل مساعد مقابل الممثل كلينت إيستوود عن أدائه في فيلم ثندربولت أند لايتفوت عام 1974. في عام 1976، لَعِبَ دور البطل جاك بريسكوت في أول إعادة صنع لفيلم كينغ كونغ، مع الممثلة جيسيكا لانغ. حقق الفيلم نجاحًا تجاريًا، إذ جنى 90 مليون دولارًا، أكثر من ثلاثة أضعاف ميزانيته المُقدرة بنحو 23 مليون دولار، وفاز الفيلم أيضًا بجائزة الأكاديمية لأفضل مؤثرات خاصة.
كان دوره بشخصية كيفين فلين، مبرمج ألعاب الفيديو، أحد أدواره المعروفة في فيلم الخيال العلمي ترون عام 1982 (تكرر الدور في أواخر عام 2010 مع تتمة الفيلم ترون: الإرث). في العام نفسه 1982، مثلَّ أيضًا في فيلم كس مي غودباي، وهو فيلم كوميدي رومانسي أمريكي من إخراج روبرت ميلغان، مثلّت فيه أيضًا سالي فيلد. رُشِحَ لجائزة الأكاديمية لأفضل ممثل في عام 1984، عن دوره بشخصية الفضائي في فيلم ستارمان. أُشيد بدوره في فيلم الإثارة أغنست أول أوودز في عام 1984، وفيلم الجريمة الدرامي جاكيد إيدج عام 1985. يعتقد بعض النُقاد أن دوره في فيلم فييرلس عام 1993 هو أحد أفضل أدواره. ووصفه أحد النُقاد بأنه تحفة فنية؛ وكتب بولين كايل أنه «قد يكون الممثل الأكثر بساطة والأقل خجلًا الذي عاش على الإطلاق». في عام 1994، لَعِبَ دور الملازم جيمي دوف في فيلم الحركة بلون أواي، مع الممثلين تومي لي جونس وفوريست وايتكر. شارك والده الحقيقي لويد بريدجز في الفيلم، إذ لَعِبَ دور عم شخصية بريدجز. استطاع الفيلم تحقيق 30 مليون دولارًا من ميزانيته البالغة 50 مليون دولار في شباك التذاكر. نافس هذا الفيلم فيلم حركة آخر بعنوان سرعة كان قد صدر قبل أسابيع قليلة من فيلم بريدجز. في 11 يوليو 1994، حصل بريدجز على نجمة على ممشى المشاهير في هوليوود لمساهماته في مجال صناعة الأفلام السينمائية. تقع النجمة في شارع هوليوود بوليفارد رقم 7065. في عام 1998، لعب دور البطولة في فيلم الأخوين كوين الذي يُدعى ذا بيغ ليبوسكي بدور «ذا دود»، وهو أشهر أدواره.

## الأعمال

### الأفلام
- (1971) آخر عرض صور
- (1982) وحيدة القرن الأخيرة
- (1984) ستارمان
- (1986) حياة كينج كونج[8][9]
- (1991) الملك الصياد[10]
- (1993) التلاشى[11]
- (1998) ليباوسكي الكبير[12]
- (2000) المنافس[13]
- (2003) سيبيسكيت[14]
- (2007) ركوب الأمواج[15]
- (2008) آيرون مان[16][17]
- (2009) الرجال الذين يحدقون في الماعز[18][19]
- (2009) قلب مجنون[20]
- (2010)  الإرث
- (2010) عزم حقيقي[21]
- (2013) أر. أي. بي. دي
- (2014) الابن السابع
- (2014) المعطي
- (2015) الأمير الصغير
- (2016) مهما كلف الأمر[22]
- (2017) الولد الوحيد في نيويورك
- (2017)  الدائرة الذهبية

### أخرى
- أغنية نحن العالم 1985
- برنامج ساترداي نايت لايف 1975

## الترشيحات والجوائز

### الأوسكار
- أفضل ممثل مساعد عام 1972 عن فيلم The Last Picture Show
- أفضل ممثل مساعد عام 1975 عن فيلم Thunderbolt And Lightfoot
- أفضل ممثل رئيسى عام 1985 عن فيلم ستارمان
- أفضل ممثل مساعد عام 2001 عن فيلم The Contender
- أفضل ممثل رئيسى عام 2010 عن فيلم قلب مجنون و فاز بها
- أفضل ممثل رئيسى عام 2011 عن فيلم عزم حقيقي

### غولدن غلوب
- أفضل ممثل عام 1985 عن فيلم ستارمان
- أفضل ممثل كوميدى أو أستعراضى عام 1992 عن فيلم الملك الصياد
- أفضل ممثل مساعد عام 2001 عن فيلم The Contender
- أفضل ممثل عام 2010 عن فيلم قلب مجنون و فاز بها

## وصلات خارجية
- جيف بريدجز على موقع IMDb (الإنجليزية)
- جيف بريدجز على موقع الموسوعة البريطانية (الإنجليزية)
- جيف بريدجز على موقع روتن توميتوز (الإنجليزية)
- جيف بريدجز على موقع مونزينجر (الألمانية)
- جيف بريدجز على موقع قاعدة بيانات الأفلام العربية
- جيف بريدجز على موقع ألو سيني (الفرنسية)
- جيف بريدجز على موقع ميوزك برينز (الإنجليزية)
- جيف بريدجز على موقع رولينغ ستون (الإنجليزية)
- جيف بريدجز على موقع تيرنر كلاسيك موفيز (الإنجليزية)
- جيف بريدجز على موقع أول موفي (الإنجليزية)